# ジェームズ・B・ハリス
ジェームズ・B・ハリス(James B. Harris, 1928年8月3日 - )は、脚本家、プロデューサー、映画監督。初期のスタンリー・キューブリック監督作品にて製作を担当していたことで知られている。

## 来歴
1928年8月3日、アメリカ合衆国ニューヨーク州ニューヨーク市に生まれる。1956年『現金に体を張れ』、1957年『突撃』などの作品で知られる。
2006年にはブラック・ダリア事件を題材にした『ブラック・ダリア』に関わった。

## 主な作品

### 監督
| 年   | タイトル                 | 備考                 |
| ---- | ------------------------ | -------------------- |
| 1965 | 駆逐艦ベッドフォード作戦 | 長編映画, 製作       |
| 1973 | en:Some Call It Loving   | 長編映画, 脚本、製作 |
| 1982 | en:Fast-Walking          | 長編映画, 脚本、製作 |
| 1988 | ザ・コップ               | 長編映画, 脚本、製作 |
| 1993 | ボイリング・ポイント     | 長編映画, 脚本、製作 |

### 製作のみ
| 年   | タイトル       | 備考 |
| ---- | -------------- | ---- |
| 1956 | 現金に体を張れ |      |
| 1957 | 突撃           |      |
| 1962 | ロリータ       |      |
| 1977 | テレフォン     |      |